# Роберт Белтран
Роберт Адам Белтран (енгл. Robert Adame Beltran; Бејкерсфилд, Калифорнија, САД, 19. новембар 1953) је амерички глумац, најпознатији по улози Чакотеја (енгл. Chakotay) у ТВ серији „Звездане стазе: Војаџер“.